# Termitopisthes wasmanni
Termitopisthes wasmanni is een keversoort uit de familie bladsprietkevers (Scarabaeidae). De wetenschappelijke naam van de soort is voor het eerst geldig gepubliceerd in 1911 door A.Schmidt.